# Anne-Armande de Crequy
Anne-Armande de Crequy, född 1637, död 1709, var en fransk hovfunktionär. Hon var Première dame d'honneur till Frankrikes drottning Maria Teresia av Österrike (1638–1683) mellan 1679 och 1683. 

## Biografi
Hon var dotter till kansler Gilles de Saint Gelais de Lusignan, marquis de Lansac, marquis de Ballon och Marie de La Vallée-Fossez, marquise d'Everly, och gifte sig 1653 med hertig Charles III de Créquy.
Anne-Armande de Crequy utnämndes till sin hovtjänst på grund av sin makes rang och diplomattjänst, sedan hennes företrädare övergått till den blivande kronprinsessans tjänst på rekommendation av madame de Maintenon. Hon beskrivs som vacker, foglig och from, och ska ha behandlats med allmän hänsyn och omtänksamhet vid hovet på grund av sin skygga och eftergivet konfliktlösa läggning. 
Efter sin makes död 1687 drog hon sig omedelbart tillbaka från hovet och levde sedan en tillbakadragen tillvaro på landet. 